# Iraj Janatie Ataie
Iraj Janatie Ataie (* 19. September 1947; persisch ایرج جنتی عطایی) ist ein persischer Dichter, Dramatiker und Liedtexter. 
Janatie Ataie absolvierte ein Studium der Theaterwissenschaften in London. Er lebte ferner in Mashhad, Teheran und Dezful.
Er arbeitet zusammen mit Babak Bayat und Dariush Eghbali.
Seine Lieder sind berühmt. 
Augenblicklich lebt er in London.

## Werke
- Dein Name
- Farna
- Abschied
- Großmutter
- obgleich